# Discografia di Delta Goodrem
La discografia di Delta Goodrem, cantautrice australiana, comprende sette album in studio, due raccolte, una colonna sonora, un EP e 37 singoli, di cui tre in collaborazione con altri artisti.

## Album

### Album in studio
| Anno | Titolo | Posizione massima | Posizione massima | Posizione massima | Posizione massima | Posizione massima | Posizione massima | Posizione massima | Posizione massima | Certificazioni                                   |
| Anno | Titolo | AUS               | GER               | IRE               | NLD               | NZ                | SWI               | UK                | US                | Certificazioni                                   |
| ---- | --- | ----------------- | ----------------- | ----------------- | ----------------- | ----------------- | ----------------- | ----------------- | ----------------- | ------------------------------------------------ |
| 2003 | Innocent Eyes - Pubblicato: 24 marzo 2003 - Etichetta: Epic Records - Formati: CD, musicassetta, download digitale           | 1                 | 20                | 3                 | 39                | 6                 | 14                | 2                 | —                 | - AUS: Platino (15) - GER: Oro - UK: Platino (2) |
| 2004 | Mistaken Identity - Pubblicato: 8 novembre 2004 - Etichetta: Epic Records - Formati: CD, musicassetta, download digitale     | 1                 | 59                | 39                | —                 | 7                 | 50                | 25                | —                 | - AUS: Platino (5) - UK: Oro                     |
| 2007 | Delta - Pubblicato: 20 ottobre 2007 - Etichetta: Sony BG - Formati: CD, download digitale                                    | 1                 | —                 | —                 | —                 | —                 | 12                | —                 | 116               | - AUS: Platino (5)                               |
| 2012 | Child of the Universe - Pubblicato: 26 ottobre 2012 - Etichetta: Sony Music - Formati: CD, download digitale                 | 2                 | —                 | —                 | —                 | —                 | 18                | —                 | —                 | - AUS: Oro                                       |
| 2016 | Wings of the Wild - Pubblicato: 1º luglio 2016 - Etichetta: Sony Music - Formati: CD, download digitale, streaming           | 1                 | —                 | —                 | —                 | —                 | 8                 | 129               | —                 | - AUS: Oro                                       |
| 2020 | Only Santa Knows - Pubblicato: 12 dicembre 2020 - Etichetta: Sony Music - Formati: CD, download digitale, streaming          | 2                 | —                 | —                 | —                 | —                 | —                 | —                 | —                 |                                                  |
| 2021 | Bridge Over Troubled Dreams - Pubblicato: 14 maggio 2021 - Etichetta: Sony Music - Formati: CD, download digitale, streaming | —                 | —                 | —                 | —                 | —                 | —                 | —                 | —                 |                                                  |

### Raccolte
| Anno | Titolo | Posizione massima |
| Anno | Titolo | AUS               |
| ---- | --- | ----------------- |
| 2006 | Innocent Eyes - Pubblicato: 11 ottobre 2006 - Etichetta: Sony Music Entertainment Japan - Formati: CD, download digitale                     | —                 |
| 2013 | Innocent Eyes: Ten Year Anniversary Acoustic Edition - Pubblicato: 29 novembre 2013 - Etichetta: Sony Music - Formati: CD, download digitale | 22                |

### Colonne sonore
| Anno | Titolo | Posizione massima |
| Anno | Titolo | AUS               |
| ---- | --- | ----------------- |
| 2018 | I Honestly Love You - Pubblicato: 11 maggio 2018 - Etichetta: Sony Music Australia - Formati: CD, download digitale | 4                 |

## EP
| Anno | Titolo                                                                                            | Posizione massima |
| Anno | Titolo                                                                                            | AUS               |
| ---- | ------------------------------------------------------------------------------------------------- | ----------------- |
| 2012 | Christmas - Pubblicato: 14 dicembre 2012 - Etichetta: Sony Music - Formati: CD, download digitale | 67                |

## Singoli

### Come artista principale
| 2001                                                                                          | I Don't Care                             | 64 | —  | —  | —  | —  | —  | —  | N.D.                                                               |
| 2002                                                                                          | Born to Try                              | 1  | 61 | 13 | 18 | 1  | 58 | 3  | Innocent Eyes                                                      |
| 2003                                                                                          | Lost Without You                         | 1  | 35 | 15 | —  | 4  | 47 | 4  | Innocent Eyes                                                      |
| 2003                                                                                          | Innocent Eyes                            | 1  | —  | 25 | —  | 14 | —  | 9  | Innocent Eyes                                                      |
| 2003                                                                                          | Not Me, Not I                            | 1  | —  | 25 | 49 | 11 | —  | 18 | Innocent Eyes                                                      |
| 2003                                                                                          | Predictable                              | 1  | —  | —  | —  | —  | —  | —  | Innocent Eyes                                                      |
| 2004                                                                                          | Out of the Blue                          | 1  | 54 | 15 | —  | 14 | 60 | 9  | Mistaken Identity                                                  |
| 2005                                                                                          | Mistaken Identity                        | 7  | —  | —  | —  | —  | —  | —  | Mistaken Identity                                                  |
| 2005                                                                                          | Almost Here (con Brian McFadden)         | 1  | 32 | 1  | 62 | —  | 36 | 3  | Mistaken Identity                                                  |
| 2005                                                                                          | A Little Too Late                        | 13 | —  | —  | —  | —  | —  | —  | Mistaken Identity                                                  |
| 2005                                                                                          | Be Strong                                | —  | —  | —  | —  | —  | —  | —  | Mistaken Identity                                                  |
| 2006                                                                                          | Together We Are One                      | 2  | —  | —  | —  | —  | —  | —  | Commonwealth Games: Melbourne 2006 Opening Ceremony                |
| 2006                                                                                          | Flawed                                   | —  | —  | —  | —  | —  | —  | —  | Innocent Eyes                                                      |
| 2007                                                                                          | In This Life                             | 1  | —  | —  | —  | —  | —  | —  | Delta                                                              |
| 2007                                                                                          | Believe Again                            | 2  | —  | —  | —  | —  | —  | —  | Delta                                                              |
| 2008                                                                                          | You Will Only Break My Heart             | 14 | —  | —  | —  | —  | —  | —  | Delta                                                              |
| 2008                                                                                          | I Can't Break It to My Heart             | 13 | —  | —  | —  | —  | —  | —  | Delta                                                              |
| 2012                                                                                          | Sitting on Top of the World              | 2  | —  | —  | —  | 23 | —  | —  | Child of the Universe                                              |
| 2012                                                                                          | Dancing with a Broken Heart              | 15 | —  | —  | —  | —  | —  | —  | Child of the Universe                                              |
| 2012                                                                                          | Wish You Were Here                       | 5  | —  | —  | —  | —  | —  | —  | Child of the Universe                                              |
| 2013                                                                                          | Bayini (con Geoffrey Gurrumul Yunupingu) | 4  | —  | —  | —  | —  | —  | —  | N.D.                                                               |
| 2013                                                                                          | Heart Hypnotic                           | 7  | —  | —  | —  | —  | —  | —  | N.D.                                                               |
| 2014                                                                                          | Love... Thy Will Be Done                 | 59 | —  | —  | —  | —  | —  | —  | N.D.                                                               |
| 2015                                                                                          | Only Human                               | 46 | —  | —  | —  | —  | —  | —  | Wings of the Wild                                                  |
| 2015                                                                                          | Wings                                    | 1  | —  | —  | —  | 39 | —  | —  | Wings of the Wild                                                  |
| 2016                                                                                          | Dear Life                                | 3  | —  | —  | —  | —  | —  | —  | Wings of the Wild                                                  |
| 2016                                                                                          | Enough (feat. Gizzle)                    | 27 | —  | —  | —  | —  | —  | —  | Wings of the Wild                                                  |
| 2016                                                                                          | The River                                | 58 | —  | —  | —  | —  | —  | —  | Wings of the Wild                                                  |
| 2018                                                                                          | Think About You                          | 19 | —  | —  | —  | —  | —  | —  | N.D.                                                               |
| 2018                                                                                          | Welcome to Earth                         | —  | —  | —  | —  | —  | —  | —  | N.D.                                                               |
| 2020                                                                                          | Let It Rain                              | 90 | —  | —  | —  | —  | —  | —  | Artists Unite for Fire Fight: Concert for National Bushfire Relief |
| 2020                                                                                          | Keep Climbing                            | 19 | —  | —  | —  | —  | —  | —  | Bridge Over Troubled Dreams                                        |
| 2020                                                                                          | Paralyzed                                | 36 | —  | —  | —  | —  | —  | —  | Bridge Over Troubled Dreams                                        |
| 2020                                                                                          | Solid Gold                               | —  | —  | —  | —  | —  | —  | —  | Bridge Over Troubled Dreams                                        |
| "—" indica che l'opera non si è classificata o che non è stata pubblicata in quel territorio. |                                          |    |    |    |    |    |    |    |                                                                    |

### Come artista ospite
| Anno | Titolo                                                   | Posizione massima | Album                      |
| Anno | Titolo                                                   | AUS               | Album                      |
| ---- | -------------------------------------------------------- | ----------------- | -------------------------- |
| 2010 | Mistakes (Brian McFadden feat. Delta Goodrem)            | 41                | Wall of Soundz             |
| 2011 | I'm Not Ready (Michael Bolton feat. Delta Goodrem)       | —                 | Gems: The Duets Collection |
| 2016 | Vente pa' ca (Ricky Martin feat. Maluma e Delta Goodrem) | —                 | N.D.                       |